# وستوگو (لوئیزیانا)
وستوگو (به انگلیسی: Westwego) شهری در ایالت لوئیزیانا کشور ایالات متحده آمریکا است که جمعیت آن در سرشماری سال ۲۰۱۰ میلادی، ۸٬۵۳۴ نفر بوده‌است.